# Leechburg
Leechburg is een plaats (borough) in de Amerikaanse staat Pennsylvania, en valt bestuurlijk gezien onder Armstrong County.

## Demografie
Bij de volkstelling in 2000 werd het aantal inwoners vastgesteld op 2386. In 2006 is het aantal inwoners door het United States Census Bureau geschat op 2246, een daling van 140 (-5,9%).

## Geografie
Volgens het United States Census Bureau beslaat de plaats een oppervlakte van 1,3 km², waarvan 1,2 km² land en 0,1 km² water. Leechburg ligt op ongeveer 255 m boven zeeniveau.

## Plaatsen in de nabije omgeving
De onderstaande figuur toont nabijgelegen plaatsen in een straal van 8 km rond Leechburg.